# Pau Colomer i Oliver
Pau Colomer i Oliver (Sabadell, 9 d'octubre de 1851 - 7 de febrer de 1911) fou un hisendat, industrial tèxtil, comerciant, escriptor i promotor de la cultura catalana sabadellenc. Va ser un dels fundadors del Centre Català de Sabadell (1886), el qual fou el primer nucli catalanista de la ciutat, on ocupà càrrecs de màxima responsabilitat.

## Biografia
Corresponsal de Mossèn Alcover, l'any 1905 cooperà en la fundació de l'Orfeó de Sabadell, del qual en fou el primer president. Sent president del Centre Català, va organitzar el primer concurs biogràfic de fills il·lustres de Sabadell, celebrat la nit del 2 d'agost de 1890, en la inauguració del Saló de Sessions de l'Ajuntament de Sabadell. També fou un gran orador i pronuncià un cèlebre discurs en la proclamació del pare Josep Calassanç Casanovas com a fill il·lustre de la ciutat.
Col·laborà a diverses publicacions del Principat de Catalunya i, sobretot, al dirari sabadellenc Lo Catalanista (1887-1902), el qual dirigí. L'any 1888 signà el Missatge a la Reina Regent i, a la Unió Catalanista, fou vocal de la primera Junta Permanent (1891-1892), membre de la Comissió Ponent que redactà el Projecte de bases per a la constitució regional catalana (1891) i delegat a les Assemblees de Balaguer (1894), Girona (1897), Terrassa (1901) i Barcelona (1904), anant en les dues darreres assemblees com a representant del Centre Català de Santiago de Cuba.
A principis del segle xx, en produir-se l'escissió del moviment catalanista, continuà vinculat a la Unió Catalanista i participà directament a la campanya de propaganda que portà a terme l'associació, mentre que en les eleccions generals espanyoles de 1903 donà suport a Trinitat Monegal, candidat unitari que també gaudí del suport de la Lliga Regionalista.
Actualment hi ha un carrer al barri de Can Puiggener de Sabadell que duu el seu nom, denominació aprovada el 30 d'octubre de 1985.